# Jimmy Jansson (handbollsspelare)
Jimmy Jansson, född 2 februari 1976 i Tyresö, är en svensk tidigare handbollsspelare (mittsexa/försvarare).

## Klubbkarriär
Jansson började karriären i Tyresö IF men började 1998 spela för IF Guif och stannade i klubben i tretton år. Med klubben vann han tre SM-silver (2001, 2009 och 2011). Han spelade mest som försvarsspelare men även i anfall som mittsexa. Jimmy Jansson valde att avsluta karriären efter SM-silvret 2011 men har gjort gästspel för Djurgårdens IF i allsvenskan samt HK GP (Guifs farmarlag) i division 2. Efter att Guif drabbades av flera skador under våren 2012 gjorde Jimmy Jansson comeback inom elitsammanhang i den andra SM-semifinalen mot Kristianstad den 22 april 2012. Han lyckades i den matchen dessutom göra mål.
Jansson spelade 28 ungdomslandskamper för Sverige 1995 till 1997 och gjorde 43 mål. Han debuterade 27 november 1996 i Sveriges A-landslag mot Japan och spelade sedan fem landskamper med 1 gjort mål.